# Мероши (Кјети)
Мероши (итал. Merosci) је насеље у Италији у округу Кјети, региону Абруцо.
Према процени из 2011. у насељу је живело 50 становника. Насеље се налази на надморској висини од 145 м.